# Geophilus
Geophilus (лат.) — род губоногих многоножек из семейства Geophilidae.

## Описание
Имеют желтоватую окраску, 47—67 пар ног. Усики менее чем в четыре раза длиннее головы.

## Классификация и распространение
Распространены всесветно. Более 100 видов.
- Geophilus admarinus Chamberlin, 1952
- Geophilus algarum Brölemann, 1909
- Geophilus alaskanus Cook, 1904
- Geophilus algarum Brölemann, 1909
- Geophilus alzonis Attems, 1952
- Geophilus ampyx Crabill, 1954
- Geophilus anonyx (Chamberlin, 1941)
- Geophilus antecribellatus Verhoeff, 1898
- Geophilus aragonicus Daday, 1890
- Geophilus arenarius Meinert, 1870
- Geophilus atopodon Chamberlin, 1903
- Geophilus aztecus Humbert & De Saussure, 1869
- Geophilus becki Chamberlin, 1951
- Geophilus carpophagus Leach, 1814
- Geophilus electricus (Linnaeus, 1758)typus
  - =Scolopendra electrica Linnaeus, 1758
- Geophilus flavus (De Geer, 1778)
- Geophilus fucorum Brölemann, 1900
- Geophilus gracilis Meinert, 1870
- Geophilus naxius Verhoeff, 1901
- Geophilus pusillifrater Verhoeff, 1898
- Geophilus vittatus (Raffinesque, 1820)
- Другие виды

## Генетика
Кариотип изучен у вида Geophilus linearis, хромосомный набор у которого состоит из 8 пар хромосом.

## Палеонтология
В ископаемом состоянии известны три вида Geophilus brevicaudatus, Geophilus crassicornis и Geophilus filiformis из Балтийского янтаря.